# 春苗行动
春苗行动是中华人民共和国政府为在海外中国公民接种新冠肺炎疫苗的专项行动计划。截至2021年7月，在中国外交部和各驻外使领馆的协助下，已有170万海外中国公民在160多个国家接种了新冠疫苗。

## 时间线
2021年3月7日，中国国务委员兼外交部长王毅在十三届全国人大四次会议记者会上宣布推出“春苗行动”。
2021年3月26日，春苗行动在纳米比亚展开，纳米比亚卫生部执行主任南共贝表示，纳方感谢中国政府送来疫苗。中国公民接种疫苗起到良好的示范作用，进一步增强了纳米比亚民众接种疫苗的意识。
2021年4月10日，柬埔寨的中国公民接种新冠疫苗的专项接种计划在金边王家军总医院正式实施。
2021年5月3日，春苗行动在黑山启动，432名在黑山的中国公民接种第一剂中国疫苗。黑山卫生部长博约维奇表示对中国向黑山提供疫苗表示感谢。
2021年5月6日，春苗行动在叙利亚启动。
2021年5月11日，春苗行动在毛里求斯莫卡区的国家综合体育中心正式启动。
2021年5月13日，春苗行动在莫桑比克首都马普托正式启动。
2021年5月22日，春苗行动在乌干达正式启动，345名在乌中国公民当天接种了中国国药集团新冠疫苗。
2021年5月28至30日，春苗行动在特多组织展开，为约2500名在特侨胞接种新冠疫苗。
2021年5月31日，春苗行动在白俄罗斯全境正式启动。
2021年6月1日，春苗行动在阿曼实施，1500余名在阿中国公民得以接种新冠疫苗。
2021年6月17日，菲律宾华社采购的50万剂中国科兴新冠疫苗运抵马尼拉尼诺·阿基诺国际机场，菲律宾全国应对疫情总协调人加尔维兹表示感谢中国政府对菲抗疫的全力支持。
2021年6月20日下午，中国政府援助越南新冠疫苗运抵河内内排机场，中国驻越南大使熊波向越南卫生部部长阮青龙正式移交疫苗。后因越方疫苗分配方案未按照共识分配，在中方表明关切后，越方有关部门表示将撤回该方案。
2021年7月19日，为海外中国公民接种新冠疫苗的“春苗行动”在科特迪瓦经济首都阿比让正式启动，将为约3000名在科中国公民接种疫苗。